# Women’s Premier Ice Hockey League 1984/85
Die Saison 1984/85 war die dritte Austragung der höchsten englischen Fraueneishockeyliga, der Women's English League. Die Ligadurchführung erfolgt durch die English Ice Hockey Association, den englischen Verband unter dem Dach des britischen Eishockeyverbandes Ice Hockey UK. Der Sieger der Meisterschaft, die Peterborough Ravens, erhielt den Chairman’s Cup.

## Modus
Es spielten alle Mannschaften eine einfache Runde mit Hin- und Rückspiel. Es gab keinen Absteiger.

## Abschlusstabelle
| Platz | Mannschaft           | Spiele | S | U | N | Tore  | Punkte |
| ----- | -------------------- | ------ | - | - | - | ----- | ------ |
| 1.    | Peterborough Ravens  | 8      | 8 | 0 | 0 | 51:02 | 16     |
| 2.    | Solihull Vixens      | 8      | 6 | 0 | 2 | 25:10 | 12     |
| 3.    | Brighton Amazons     | 8      | 2 | 2 | 4 | 05:26 | 6      |
| 4.    | Oxford University    | 8      | 2 | 2 | 4 | 07:32 | 6      |
| 5.    | Cambridge University | 8      | 0 | 0 | 8 | 03:22 | 0      |

## Beste Scorerinnen
| Spieler          | Mannschaft          | Spiele | Tore | Assists | Punkte | Straf- minuten |
| ---------------- | ------------------- | ------ | ---- | ------- | ------ | -------------- |
| Kathryn Kellett  | Peterborough Ravens | 8      | 24   | 5       | 29     | 2              |
| Carol Waite      | Solihull Vixens     | 8      | 7    | 2       | 9      | 0              |
| Kim Strongman    | Peterborough Ravens | 8      | 7    | 1       | 8      | 0              |
| Marion Wilson    | Solihull Vixens     | 8      | 6    | 2       | 8      | 0              |
| Carol Smallman   | Peterborough Ravens | 8      | 2    | 6       | 8      | 2              |
| Mandy Burton     | Peterborough Ravens | 8      | 4    | 2       | 6      | 0              |
| Sharron Thompson | Solihull Vixens     | 6      | 3    | 3       | 6      | 2              |
| Hayley Hudson    | Peterborough Ravens | 5      | 3    | 2       | 5      | 2              |
| Haley Chick      | Peterborough Ravens | 8      | 3    | 1       | 4      | 0              |
| Vicki Burwell    | Peterborough Ravens | 8      | 3    | 1       | 4      | 2              |

## Beste Torhüterinnen
| Spieler        | Mannschaft              | Sp | SaT | GT | Sv%   | SO |
| -------------- | ----------------------- | -- | --- | -- | ----- | -- |
| Tina Clifton   | Peterborough Ravens     | 8  | 35  | 2  | 94.30 | 3  |
| Alison Thomas  | Brighton Amazons        | 8  | 109 | 26 | 76.10 | 1  |
| Julie Scarlett | University of Cambridge | 4  | 32  | 8  | 75.00 | 0  |